# イブラヒム・トラオレ
イブラヒム・バンジャマン・トラオレ（フランス語: Ibrahim Benjamin Traoré、1988年9月16日 - ）は、コートジボワールのサッカー選手。コートジボワール代表。ポジションはMF。

## クラブ歴
リビアン・プレミアリーグのアル・アハリ・ベンガジでプロ選手となった。
2014年にフォトバロヴァー・ナーロドニー・リガのFC MASターボルスコに移籍。2015-16シーズンに活躍すると、2016年9月にeポイステニ.czリガのFCファスタフ・ズリーンに移籍。
2018年9月3日に、SKスラヴィア・プラハが買取義務つきの期限付き移籍で彼を獲得したと発表。2019年1月に完全移籍。

## 代表歴
2019年11月に31歳でA代表初招集。16日のアフリカネイションズカップ2021予選・グループKのニジェール代表戦で代表初出場。